# قسم كاني شيرين الريفي (مقاطعة ديواندرة)
قسم كاني شيرين الريفي (بالفارسية: دهستان کانی شیرین) هي منطقة سكنية تقع في ناحية كرفتو في إيران. يقدر عدد سكانها بـ 5,477 نسمة .